# Affenpinscher
Affenpinscher (del alemán Affe, ‘mono’) es una raza de perro de la familia de los pinschers de constitución pequeña y robusta, criada desde el siglo XVII. Su pelaje es erizado, comúnmente negro y corto, lo que le da una apariencia simiesca, de allí el nombre de la raza.

## Historia y origen de la raza
Es una raza bastante antigua y está representada en cuadros anteriores al siglo XVI. Aparece en los cuadros de Durero y Van Eyck. Nació en Alemania y su nombre le viene por su parecido a un mono. Hace 150 años, se creía que este perro era un cruce entre un mono y un Pinscher. Sus orígenes reales son todavía desconocidos. Se cree que proviene del pequeño terrier alemán (hoy desaparecido), del pinscher o del schnauzer miniatura.

## Temperamento
Su desastroso aspecto natural le da una apariencia de inteligencia penetrante. Es un buen perro vigía y, por su parecido con los terriers, le gusta cazar conejos. Es muy cariñoso, activo y se adapta muy bien al ambiente familiar.

## Descripción
El affenpinscher tiene una gruesa cabeza redonda con pelos que le caen sobre los ojos grandes y oscuros.
De hocico corto y fuerte. Las orejas están bien erguidas y llevadas en punta medio vueltas hacia atrás y bastante separadas entre sí. En las mejillas lleva mechones de pelo y el cuello es corto, recto y fuerte con un poco de papada. La cola siempre amputada la lleva alta. Mandíbula inferior ligeramente prominente. Llegan a medir hasta 26 cm (centímetros) de altura y pesar de 3 a 3,5 kg (kilogramos); muy parecidos a los terriers con orejas cortas y erguidas, ojos redondeados negros y cola delgada algo escasa.

## Características
- Cuello: La nuca es recta, el cuello es más bien corto, fuertemente implantado, poderoso ; la piel de la garganta está firmemente ajustada y sin arrugas.
- Cuerpo: Línea superior: A partir de la cruz hacia atrás en una suave inclinación descendente, aproximadamente en forma de una línea derecha.
- Cruz: Es el punto más alto de la línea superior.
- Espalda: Fuerte, corta, firme
- Lomo: Corto, fuerte. La distancia desde la última costilla hacia la cadera es corta de modo que el perro sea compacto.
- Grupa: Corta, ligeramente redondeada, pasa imperceptiblemente por la inserción de la cola.
- Pecho: Apenas aplanado a los lados, moderadamente ancho, desciende más allá de los codos.
- Línea inferior: La línea inferior y la superior corren casi paralelas. Vientre moderadamente levantado.
- Cola: Natural, siendo el objetivo conseguir que sea en forma de sable o de hoz.